# لويس جولدسميث (صحفي)
لويس جولدسميث (بالفرنسية: Lewis Goldsmith)‏ هو صحفي فرنسي، ولد في 1763 في لندن في المملكة المتحدة، وتوفي في 6 يناير 1846.